# Veu femenina
Veu femenina és qualsevol de les tipologies i tessitures de veus que en el camp de la música clàssica es consideren pròpies de les persones de sexe femení: per ordre d'agut o greu: soprano, mezzosoprano i contralt.
En algunes tradicions -per exemple a l'església catòlica que en alguns períodes ha posat fortes restriccions a la interpretació de la música religiosa i sobretot litúrgica per part de les dones- una part d'aquestes veus o fins i tot totes han estat interpretades per persones de sexes masculí, ja fossin nens o homes adults que podien aplicar la tècnica del falset o ésser castrats.
La denominació s'aplica, especialment, en el cas d'agrupacions corals, per referir-se a grups integrats exclusivament per noies o dones que canten majoritàriament a tres o a quatre veus. Les combinacions més habituals són: soprano 1a, soprano 2a i contralt, o bé soprano 1a, mezzosoprano i contralt, o bé soprano 1a, soprano 2a, contralt 1a i contralt 2a.